# Falconara Marittima
Falconara Marittima là một đô thị ở tỉnh Ancona trong vùng Marche của Italia. Đô tị này có diện tích 25 km2, dân số năm 2001 là 28.154 người.